# Данилова Аріна Антонівна
Аріна Антонівна Данилова (нар.. 23 грудня 2003 року, Якутськ, Росія) — російська співачка, блогерка з 2-мільйонною аудиторією, учасниця першого сезону російського «Голосу. Діти» («Перший канал»), переможець телешоу « Два голоси» (СТС). Аріну Данилову називають в числі найбагатших дітей-блогерів Росії.

## Біографія
Народилася 2003 року в Якутську. Мама — Інна Данилова, колишня солістка Державного театру опери та балету Республіки Саха (Якутії). Тато — Антон Данилов, підприємець. Є старша сестра Даша.
У 4 роки переїхала з Якутська до Москви.
Співає з дитинства. Займалася в хорі «Angels» радіостанції Classic Radio, брала участь у кількох дитячих програмах на каналі СТС. (Вперше в 2009 році, в 5 років, у проекті «Дитячі пустощі», де співала разом з Глюкозою.) Виступала з оркестром «Фонограф» Сергія Жиліна.

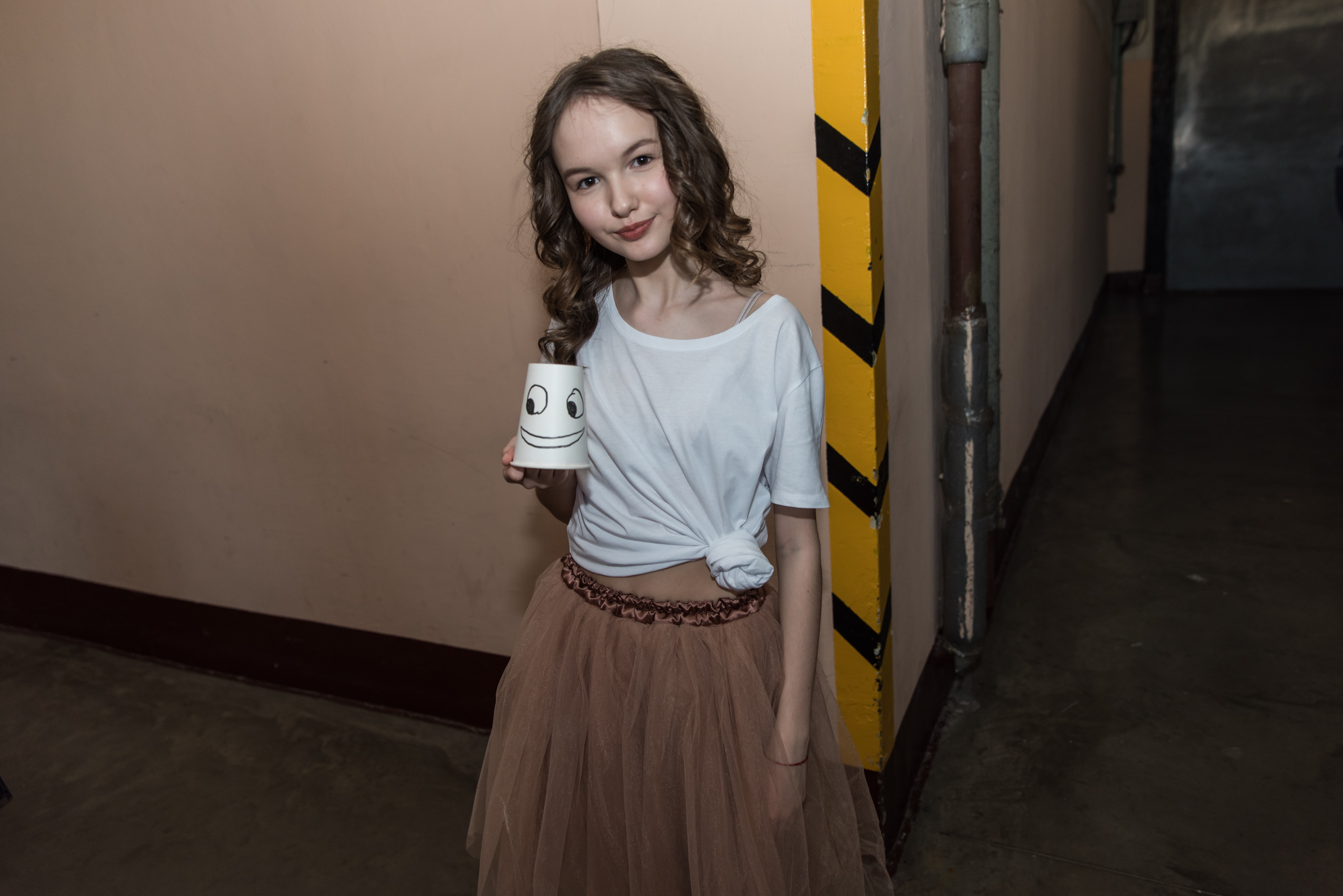
На 5-річчі «Голосу. Діти». 2018

У 2013 році (у 9 років) взяла участь у першому сезоні телешоу «Голос. Діти» на російському «Першому каналі». На сліпих прослуховуваннях виконувала пісню, «Quizás, quizás, quizás», акомпануючи собі на паперовому стаканчику в стилі «The Cup Song» з фільму «Ідеальний голос». Цей номер з нею готувала старша сестра Даша. Повернулися всі три члени журі: Діма Білан, потім Пелагея і наостанок Макс Фадєєв. Вибрала команду Пелагеї. Вибула на етапі «поєдинків».
Брала участь у гастрольному турі «Голосу. Діти», що проїхав по 13 містах Росії. Почала вести радіопередачу на RADIOKIDSFM.
У 2015 році знялася в короткометражному фільмі «За день до успіху» і в телевізійному серіалі «Жіноча консультація».
Потім в 13-річному віці знімалася в телесеріалі «Слідство любові», що вийшов в 2017 році на російському «П'ятому каналі», це була її перша велика роль у кіно. «Мені подзвонили з П'ятого каналу і попросили приїхати на проби, а пізніше затвердили. Все! Я вже знімалася в серіалі, але вперше в такому зоряному складі»,- розповідала вона.
Крім того, в лютому 2016 року в дуеті з мамою перемогла у фіналі телевізійного шоу «Два голоси».
Наприкінці серпня 2017 року мала 366 тисяч підписників у соціальній мережі Instagram.
Підписала контракт з музичним лейблом Media Land Першим синглом на цьому лейблі стала пісня «Что вижу, то пою», яку для Аріни написала сестра Даша. Потім вийшов сингл «Я не твоё кино», і Даша (випускниця режисерського факультету) придумала і зняла на неї кліп.
У квітні 2018 року було оголошено, що Аріна стане автором і ведучою музичного проекту «Потопали в ТОП» на новому молодіжному телеканалі «Го».
4 жовтня 2019 року Аріна виступала хедлайнером на церемонії вручення премій «Покоління М: Blog & Voice». На цьому концерті представила публіці нову пісню.
10 жовтня 2019 року на широкі екрани Росії вийшло повнометражне Аніме «Дети моря», де Аріна Данилова озвучила головну героїню (за яку в оригінальній версії говорила Мана Асіда).

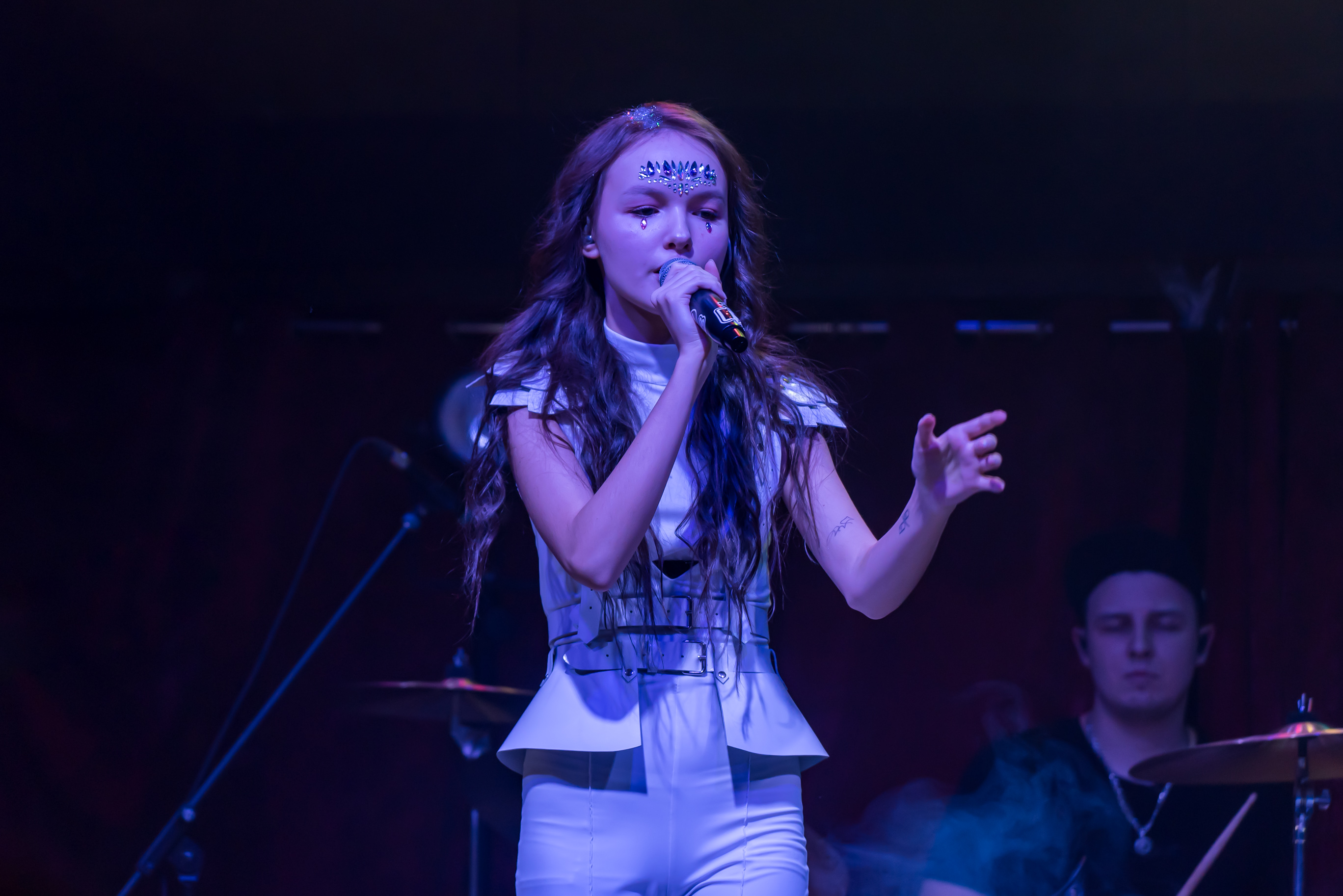
Великий сольний концерт. Москва, 10 листопада 2019

11 жовтня 2019 року вийшов дебютний альбом Аріни — «Сомнения», до якого увійшли 9 авторських треків. А 10 листопада в клубі «Москва» пройшов великий сольний концерт виконавиці, присвячений виходу альбому. Крім Аріни, на ньому виступили Міша Смирнов, який є автором аранжувань пісень з альбому, а також Кирило Скрипник та Саша Трачевський.
Станом на квітень 2020 року, навчалася в 9 класі і паралельно працювала на телебаченні. Крім того, стала послом донорського проекту «#ДНКДобра».
Влітку 2020 року стала співведучою програми «Вечірній лайк» на телеканалі «Музика Першого».
18 жовтня 2020 року виступила на церемонії нагородження переможців у парному розряді міжнародного тенісного турніру St. Petersburg Open.
Знімає на «YouTube» шоу «Побачення наосліп», за яке наприкінці 2020 року була відзначена премією Інстаkids.
У березні 2021 року в рамках онлайн-марафону, присвяченого старту нового сезону всеросійського конкурсу «Велика перерва», провела творчу зустрічі зі школярами.

## Відеоблог
Основну частину свого часу Аріна присвячує відеоблогу на «YouTube». Веде його вона разом з сестрою Дашею. Станом на квітень 2017 року на канал Аріни було підписано 500 тисяч осіб, на початок червня 2020 року число передплатників перевищувало 2,3 мільйона.
Через свою зайнятість (блог, концерти, робота на телебаченні) в школі Аріна навчається за вільним графіком.

## Дискографія

### Студійні альбоми
| Альбом                                                          |
| --------------------------------------------------------------- |
| «Сомнения» - Випущений: 11 жовтня 2019 року - Лейбл: Media Land |

### Сингли
| Року | Назва                     | Примітка       | Альбом     |
| ---- | ------------------------- | -------------- | ---------- |
| 2015 | «Ими»                     | цифровий сингл | —          |
| 2018 | «Что вижу, то пою»        | цифровий сингл | —          |
| 2018 | «Я не твоё кино»          | цифровий сингл | —          |
| 2018 | «Волна»                   | цифровий сингл | —          |
| 2018 | «Выше неба»               | цифровий сингл | —          |
| 2018 | «Мечтай» (за участі HARU) | цифровий сингл | —          |
| 2018 | «Знай, лишь ты»           | цифровий сингл | «Сомнения» |
| 2019 | «Сияй»                    | цифровий сингл | —          |

## Фільмографія
- 2015 «За день до успіху» (фільм, Kid Likes Cinema Production) — головна роль[37]
Прем'єра 11 жовтня 2015 року в «Авіапарку»
- 2015: «Жіноча консультація» (телесеріал)[38]
- 2017: «Наслідок любові» (телесеріал, П'ятий канал") — Вероніка Полякова[39]
- 2019: «Дети моря»[en] (повнометражне Аніме) — Адзумі Лука (головна героїня)[40].

## Премії та номінації
| Року | Церемонія                       | Номінація      | Номінант(и)                   | Результат | Іст.          |
| ---- | ------------------------------- | -------------- | ----------------------------- | --------- | ------------- |
| 2017 | «Дівич-Вечір Teens Awards 2017» | Instagram року | Аріна Данилова                | Перемога  | [ 41 ]        |
| 2018 | «Дівич-Вечір Teens Awards 2018» | Дует року      | Аріна Данилова і Міша Смирнов | Перемога  | [ 42 ]        |
| 2019 | «Дівич-Вечір Teens Awards 2019» | Instagram року | Аріна Данилова                | Перемога  | [ 43 ] [ 44 ] |
| 2020 | «Инстаkids Awards»              | Найкраще шоу   | Аріна Данилова                | Перемога  | [ 26 ]        |

* Премія вручається Академією популярної музики Ігоря Крутого у співпраці з телеканалом Music Box Russia.

## Примітка
1. ↑  ČSFD — 2001.
2. ↑  https://ysia.ru/mezhdunarodnyj-den-blogerov-nominatsii-dlya-yakutyan-ot-yasia/
3. ↑  Певица Арина Данилова. Пятый канал. Процитовано 18 травня 2021.
4. 1 2  Арина Данилова. Музыка Первого. Архів оригіналу за 8 лютого 2021. Процитовано 18 травня 2021.
5. ↑  Дети-миллионеры. Док-ток. Выпуск от 26.02.2020. 27 лютого 2020. Архів оригіналу за 2 листопада 2020. Процитовано 18 травня 2021.
6. 1 2 3 4  Последствия любви на фоне детектива. Пятый канал. 7 квітня 2017. Процитовано 18 травня 2021.
7. ↑  Дети из шоу «Голос» созрели: романы, проекты и заработки повзрослевших участников. teleprogramma.pro. 4 липня 2018. Архів оригіналу за 18 травня 2021. Процитовано 18 травня 2021.
8. 1 2  Участница «Голос. Дети» Арина Данилова: «Слушайте только себя и своих родных!». Рамблер/новости. 3 липня 2018. Архів оригіналу за 18 травня 2021. Процитовано 18 травня 2021.
9. ↑  «У меня крайне мало друзей»: экс-участница «Голос. Дети» Арина Данилова рассказала о своей жизни после проекта. WMJ.ru. 30 серпня 2018. Архів оригіналу за 1 травня 2021. Процитовано 18 травня 2021.
10. ↑  Арина Данилова (Актриса, Музыкант): фото, биография, фильмография, новости. Вокруг ТВ. Архів оригіналу за 18 травня 2021. Процитовано 18 травня 2021.
11. ↑  Миллионы просмотров, или Из чего можно делать музыку. РИА Новости. 16 серпня 2014. Архів оригіналу за 29 квітня 2021. Процитовано 18 травня 2021.
12. ↑  Екатерина Ворончихина (26 березня 2014). Арина Данилова и Марк Потапов рассказали HELLO.RU о шоу "Голос. Дети" (рос.). Hello!. Архів оригіналу за 5 травня 2021. Процитовано 18 травня 2021.
13. ↑  Участники шоу «Голос. Дети» Арина Данилова и Марк Потапов поделились впечатлениями от проекта. Первый канал. 14 березня 2014. Архів оригіналу за 18 травня 2021. Процитовано 18 травня 2021.
14. ↑  «Девочка со стаканчиком!»: какой стала участница шоу «Голос. Дети» Арина Данилова. Sm News. 19 листопада 2019. Архів оригіналу за 6 серпня 2020. Процитовано 18 травня 2021.
15. ↑  Жизнь после шоу «Голос. Дети»: Завистники в школе, новые родственники и толпы фанатов. Комсомольская правда. 12 лютого 2015. Архів оригіналу за 18 травня 2021. Процитовано 18 травня 2021.
16. ↑  Министр культуры Якутии поздравил Даниловых с победой в популярном телепроекте. Министерство культуры и духовного развития Республики Саха (Якутия) (рос.). 17 лютого 2016. Архів оригіналу за 29 квітня 2021. Процитовано 18 травня 2021.
17. 1 2  ‎Песня «Что вижу, то пою» (Арина Данилова) в Apple Music. Apple Music. 20 січня 2018. Процитовано 18 травня 2021.
18. 1 2  ‎Песня «Я не твоё кино» (Арина Данилова) в Apple Music. Apple Music. 12 квітня 2018. Процитовано 18 травня 2021.
19. ↑  В YouTube запущен новый российский канал "Го" для молодой аудитории. ТАСС. 26 квітня 2018. Архів оригіналу за 18 травня 2021. Процитовано 18 травня 2021.
20. ↑  «Го» как пульт для молодежи. YouTube‐блогеры стали ведущими на новом российском телеканале. Телеканал 360°. 26 квітня 2018. Архів оригіналу за 18 травня 2021. Процитовано 18 травня 2021.
21. ↑  У YouTube-блогеров появилось свое полноценное телевидение. Ридус. 27 квітня 2018. Архів оригіналу за 18 травня 2021. Процитовано 18 травня 2021.
22. ↑  В России появится телеканал для молодежи. Lenta.ru (рос.). 25 квітня 2018. Процитовано 18 травня 2021.
23. ↑  Эксперты: новый молодежный телеканал "Го" может заинтересовать аудиторию. РИА Новости (рос.). 26 квітня 2018. Архів оригіналу за 18 травня 2021. Процитовано 18 травня 2021.
24. ↑  Музыка Первого (21 грудня 2020). Даня Милохин | Аня Покров | Артур Бабич | Шоу Вечерний лайк. YouTube (рос.). Архів оригіналу за 18 травня 2021. Процитовано 18 травня 2021.
25. ↑  Церемония награждения победителей парного разряда / ATP ST.PETERSBURG OPEN 2020 — ATP. St. Petersburg Open 2020. 18 жовтня 2020. Архів оригіналу за 15 червня 2021. Процитовано 18 травня 2021.
26. 1 2  ИНСТАKIDS AWARDS. 2020. Архів оригіналу за 17 січня 2022. Процитовано 18 травня 2021.
27. ↑  Арина Данилова на премии ИНСТАКИДС 2020 - YouTube. Hello TV. 2 грудня 2020. Архів оригіналу за 18 травня 2021. Процитовано 18 травня 2021.
28. ↑  Акимов, Иван (28 березня 2021). Манижа встретилась с участниками «Большой перемены». Газета.ру. Архів оригіналу за 29 квітня 2021. Процитовано 18 травня 2021.
29. ↑  Арина Данилова - YouTube. Архів оригіналу за 30 квітня 2021. Процитовано 18 травня 2021.
30. ↑  ‎Альбом «Сомнения» (Арина Данилова) в Apple Music. Apple Music. 2019-1011. Архів оригіналу за 18 травня 2021. Процитовано 18 травня 2021.
31. ↑  ‎Песня «Ими» (Арина Данилова) в Apple Music. Apple Music. 20 лютого 2015. Процитовано 18 травня 2021.
32. ↑  ‎Песня «Волна» (Арина Данилова) в Apple Music. Apple Music. 3 серпня 2018. Процитовано 18 травня 2021.
33. ↑  ‎Песня «Выше неба» (Арина Данилова) в Apple Music. Apple Music. 21 вересня 2018. Процитовано 18 травня 2021.
34. ↑  ‎Песня «Мечтай (feat. HARU)» (Арина Данилова) в Apple Music. Apple Music. 16 листопада 2018. Процитовано 18 травня 2021.
35. ↑  ‎Песня «Знай, лишь ты» (Арина Данилова) в Apple Music. Apple Music. 23 грудня 2018. Процитовано 18 травня 2021.
36. ↑  ‎Альбом «Сияй - Single» (Арина Данилова) в Apple Music. Apple Music. 20 квітня 2019. Архів оригіналу за 18 травня 2021. Процитовано 18 травня 2021.
37. ↑  Фильм «За день до успеха» представят в «Авиапарке». InterMedia. 18 жовтня 2015. Архів оригіналу за 18 травня 2021. Процитовано 18 травня 2021.
38. ↑  Юная якутянка Арина Данилова снялась в сериале Следствие любви. YakutiaMedia. 13 березня 2017. Архів оригіналу за 18 травня 2021. Процитовано 18 травня 2021.
39. ↑  Следствие любви. Пятый канал. Процитовано 18 травня 2021.
40. ↑  Арина Данилова — КиноПоиск. КиноПоиск (рос.). Процитовано 18 травня 2021.
41. ↑  Красавин, Олег (5 березня 2017). В Москве прошло вручение премии «Девичник Teens Awards 2017». kidsmusic.info. Архів оригіналу за 30 квітня 2021. Процитовано 18 травня 2021.
42. ↑  Девичник Teens Awards 2018. kidsmusic.info (рос.). Архів оригіналу за 30 квітня 2021. Процитовано 18 травня 2021.
43. ↑  Полина Богусевич, Арина Данилова и другие звездные девочки победили в премии «Девичник TEENS AWARDS». Рамблер/новости. 25 березня 2019. Архів оригіналу за 29 квітня 2021. Процитовано 18 травня 2021.
44. ↑  Авдеева, Екатерина (25 березня 2019). Рита Дакота, Юлианна Караулова и другие звезды вручили награды юным победителям премии «Девичник Teens Awards». Woman.ru. Архів оригіналу за 29 квітня 2021. Процитовано 18 травня 2021.